# Stibeutes breviareolatus
Stibeutes breviareolatus är en stekelart som först beskrevs av Thomson 1884.  Stibeutes breviareolatus ingår i släktet Stibeutes och familjen brokparasitsteklar. Arten är reproducerande i Sverige. Utöver nominatformen finns också underarten S. b. niger.